# 薩長同盟

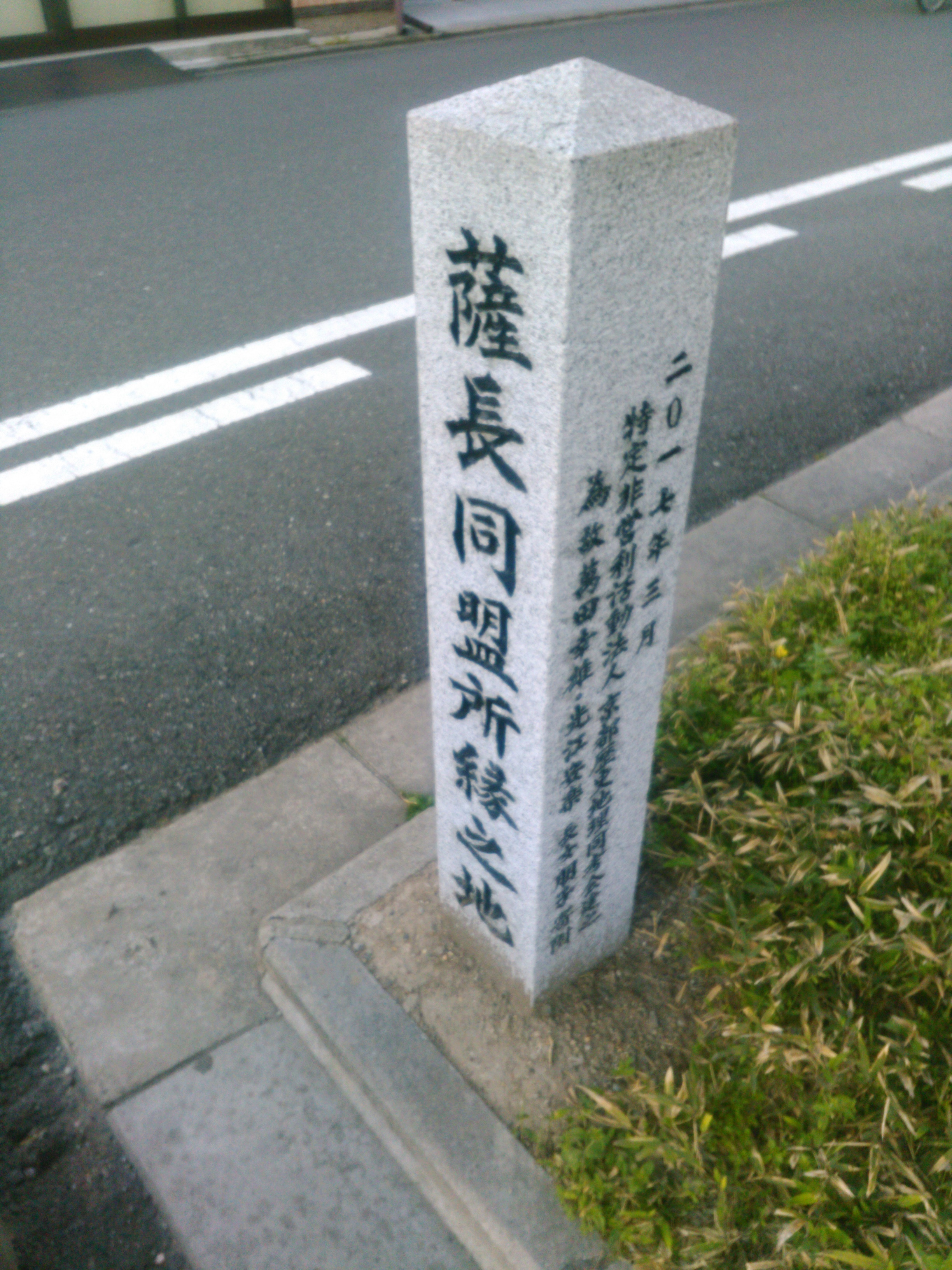
薩長同盟所縁之地石碑（京都市上京区）

薩長同盟（さっちょうどうめい）は、江戸時代後期（幕末）の慶応2年1月21日（1866年3月7日）に、坂本龍馬の仲介で近衛家別邸御花畑屋敷（小松帯刀邸）（京都市上京区)で締結された、薩摩藩と長州藩の政治的、軍事的同盟。薩長盟約、薩長連合ともいう。

## 概要
薩摩藩と長州藩は、京都を中心とする幕末の政治世界において雄藩として大きな影響力を持ったが、薩摩藩は公武合体の立場から幕府の開国路線を支持しつつ幕政改革を求めたのに対し、長州藩は急進的な破約攘夷論を奉じて反幕的姿勢を強めるなど、両者は容易に相容れない立場にあった。
薩摩藩は文久3年（1863年）8月18日に会津藩と協力し、長州藩勢力を京都政界から追放（八月十八日の政変）。翌元治元年（1864年）7月19日には上京出兵してきた長州藩兵と戦火を交え、敗走させる（禁門の変）。ここに至り両者の敵対関係は決定的となった。禁門の変で朝敵となった長州藩は、幕府から第一次長州征討を受けるなど窮地に陥った。一方で薩摩藩も、自藩の主張する幕政改革の展望を開くことができず大久保利通や西郷隆盛らを中心に幕府に対する強硬論が高まっていった。
長州・薩摩間の和睦は、第一次長州征討中止の周旋や五卿の太宰府延寿王院への受け入れに奔走していた月形洗蔵や早川勇など福岡藩の尊皇攘夷派の周旋によって、イギリスの駐日公使であるハリー・パークスが高杉晋作と会談したり、薩摩や同じく幕末の政界で影響力を持っていた土佐藩を訪問したりするなどして西南の雄藩を結びつけさせたことに始まる。
土佐藩の脱藩浪人で、長崎において亀山社中（後の海援隊）を率いていた坂本龍馬や中岡慎太郎の斡旋もあって、主戦派の長州藩重臣である福永喜助宅において会談が進められ、慶応元年(1865年)閏5月に下関での会談を西郷が直前に拒否する事態もあったが、その後薩摩藩家老の小松帯刀が井上聞多・伊藤俊輔の依頼を受け、薩摩藩の名義貸しによる武器購入を実現させたことにより、長州藩主毛利敬親・広封父子が島津久光・茂久父子に対し、9月8日に礼状を送付するに至り、薩長融和の実現に大きく前進した。同年10月には、大久保一蔵が「非義勅命ハ勅命ニ有らす候故、不可奉所以ニ御坐候」と西郷宛ての書簡に記すなど、長州再征勅許に対する断固反対の周旋を行っており、薩長融和への動きが加速されていた。
そんな中で慶応2年(1866年)1月21日（18日、22日説も）小松邸で坂本を介して薩摩藩の西郷、小松と長州藩の木戸貫治が、6か条の同盟を締結した。他の薩摩側出席者は大久保、島津伊勢、桂久武、吉井友実、奈良原繁。長州藩出席者は他に品川弥次郎、三好軍太郎。
この密約に基づいて薩摩藩は幕府による第二次長州征討に際し出兵を拒否し、以後薩長の連携関係は深まっていくこととなった。薩摩藩士で、明治期には島津久光の側近として歴史編纂事業に従事した市来四郎は、薩摩藩と長州藩の提携が成立したのはより後年の1867年（慶應3年）11月、薩摩藩主島津茂久が多数の兵士を引き連れて上洛する際に長州藩世子毛利広封と会見し、出兵協定を結んだ時点であると指摘している。
なお、この盟約は倒幕のための軍事同盟で、その後の王政復古や戊辰戦争への第一段階となったが、その事について青山忠正らは木戸の書状を独自に研究して異論を唱えている。青山たちの検証では、「木戸書状は、幕府による長州藩処分問題に関して、政治的活動の自由を奪われた長州藩の復権を、薩摩藩は支援するという内容であり、共に倒幕へ向けて積極的に動き出そうとするものではない。」「木戸書状では『倒幕』という類の文言は、かなり拡張解釈しないと読み取れない。」「『決戦』の相手として想定されているのは、幕府そのものではなく『橋会桑』、すなわち当時京都政局を制圧していた一橋慶喜、松平容保（会津藩）、松平定敬（桑名藩）の3者（一会桑政権）である。」「一橋徳川家当主の慶喜は固有の軍事力を殆ど保有しておらず、軍事的対決の相手としては会津・桑名両藩、とりわけ会津藩を想定するものであった。」と考察している。その他には、「この時期の薩摩は、一会桑と幕府本体を分けて見ていた。」という見解もある。また、薩長同盟は、薩摩と長州のそれぞれの立場によってその受け取り方が違うという見解がある。町田剛士は「木戸としては幕府との戦闘開始が目前と認識しており、薩摩藩による明確な「冤罪の赦免」という支援を小松、西郷から引き出すことができ、また長州再征に対して少なくとも薩摩は敵にならないということを確認できたことは大きな成果であった。」とし、「一方小松、西郷としては幕長開戦の可能性は低いと考えていたものの、万一開戦したとしても情報収集の結果、長州の軍事力や組織は強固であり、一会桑を含む幕府を消耗させ、薩摩藩が志向する雄藩連合体制へ持ち込むことができると考えた。」としている。

## 提携内容（6ヶ条）

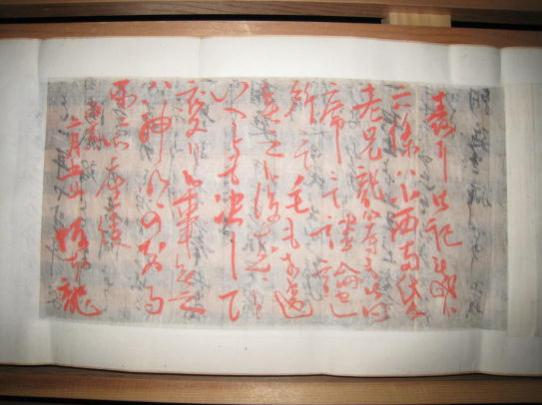
坂本龍馬自筆「薩長同盟裏書」。宮内庁書陵部図書課図書寮文庫蔵。

薩長同盟が結ばれた会談の内容はその場で記録されず、正式な盟約書も残されていない。上記の内容は木戸が記憶を頼りに会談の内容を6カ条にまとめ、内容の確認のため坂本に送付した書簡（慶応2年1月23日付）によるものである。
坂本はこれに応じ、上記の木戸書簡の裏面に「表に御記成被候六条は小西両氏及老兄龍等も御同席にて談論せし所にて毛も相違これ無き候、後来といへとも決して変り候事はこれ無きは神明の知る所に御座候」と朱書して返信（2月5日付）している。
上記の各条の具体的な内容は、主に第二次長州征伐に際し、薩摩が長州に対し物心両面の援助を約するものである。第一条では長州で戦争が始まった場合に薩摩が京都・大坂に出兵して幕府に圧力を加えること、第二条～第四条で戦争の帰趨如何に関わらず薩摩が長州の政治的復権のために朝廷工作を行うことを、それぞれ約束している。第五条では、薩摩が第一条により畿内に出兵して圧力を加えた上でも、橋会桑（一会桑政権）が朝廷を牛耳ったうえで薩摩側の要求を拒むようであれば、彼らとの軍事的対決に至る覚悟があることを長州に対し表明する内容となっている。
現在、この書簡は宮内庁に所蔵されている。

## 現代における記念・比喩
鹿児島大学（旧薩摩藩に所在）と山口大学（旧長州藩に所在）は2018年、明治維新150年を記念して醸造した焼酎「薩長同盟」を発売した。
現代の政局や社会運動などにおいて、複数の人物・勢力が手を結ぶことやそれを期待する場合に、比喩として「薩長同盟」が使われることがある。

## 関連

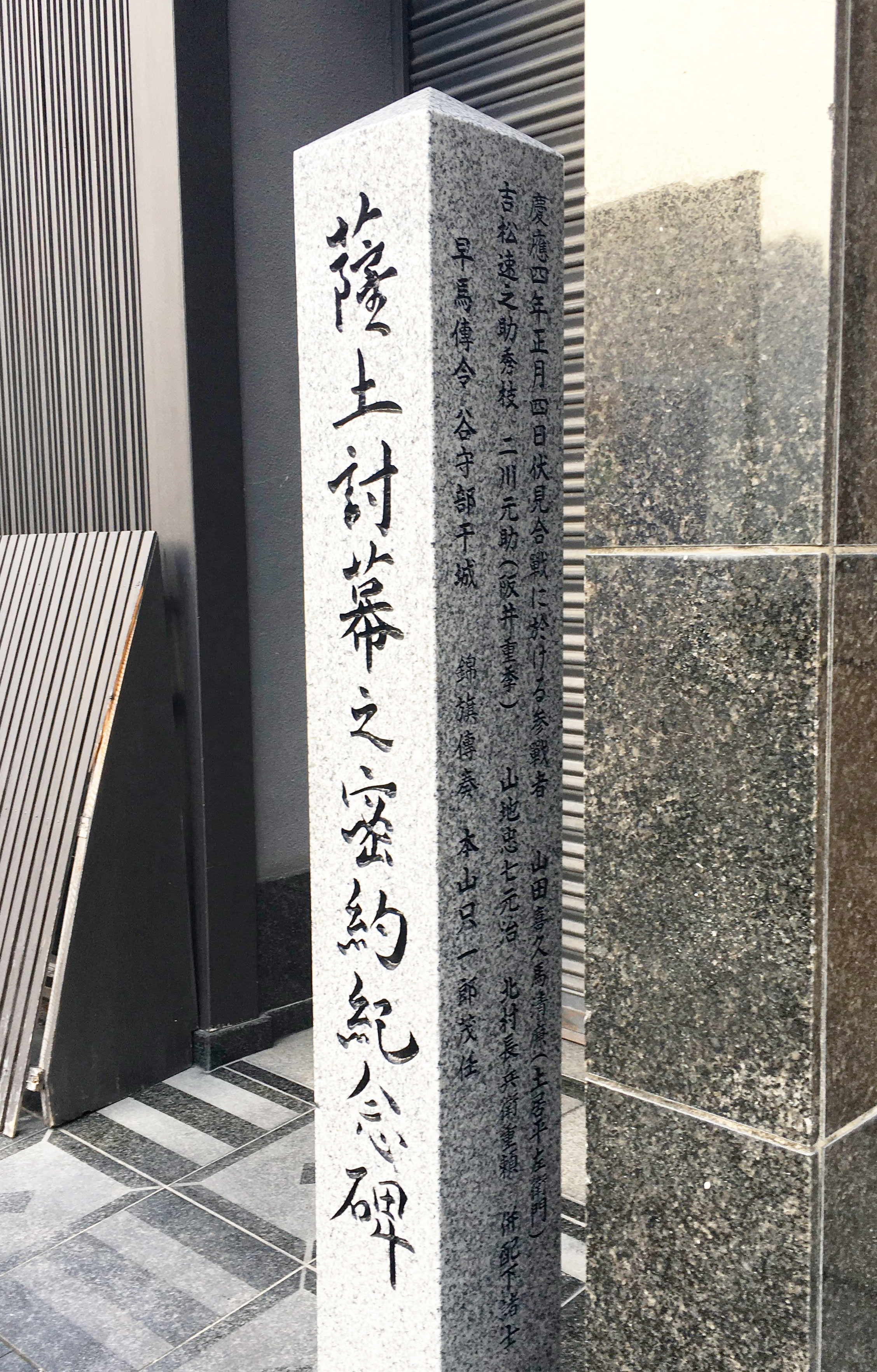
「薩土討幕之密約紀念碑」
密約が締結される前段階として京都「近安楼」で会見がもたれたことを記念する石碑
京都市東山区（祇園）

慶応3年5月21日（1867年6月23日）、中岡慎太郎の仲介によって、薩摩藩・西郷隆盛らと土佐藩・板垣退助らの間で締結された武力討幕のための軍事同盟である「薩土討幕の密約（薩土密約）」も「薩長同盟」と同じ京都御花畑の小松帯刀寓居で締結された。明治維新151年・令和元年・板垣退助百周忌を記念して「薩土討幕之密約紀念碑」が建立されるにあたり、同所には既に「薩長同盟所縁之地」の石碑があるため、薩土密約の石碑は、この密約が締結される前段階として京都東山の「近安楼」で会議が行われたことを記念し、京都祇園に建立された。